# Месје 54
Месје 54 (М54) је збијено звездано јато у сазвежђу Стрелац које се налази у Месјеовом каталогу објеката дубоког неба.
Деклинација објекта је - 30° 28' 40" а ректасцензија 18h 55m 3,3s. Привидна величина (магнитуда) објекта М54 износи 7,7. М54 је још познат и под ознакама NGC 6715, GCL 104, ESO 458-SC8.